# Лудвиг Ото Леополд Адалберт фон Брокдорф
Лудвиг Ото Леополд Адалберт фон Брокдорф (на немски: Ludwig Otto Leopold Adalbert Graf von Brockdorff; * 9 август 1881, Дармщат; † 8 януари 1938, Берлин) е граф от род фон Брокдорф.

## Произход
Той е единствен син на теософа граф Кай Лоренц фон Брокдорф (* 24 септември 1844, Ноймюнстер; † 23 май 1921, Меран) и втората му съпруга Анна Розенхаген (* 30 юли 1855, Бромберг; † 17 август 1881, Дармщат).
Майка му умира малко след раждането му. Баща му Кай Лоренц се жени трети път на 13 март 1883 г. в Дармщат отново за първата си съпруга София Мария Вилхелмина фон Алефелд (1848 – 1906) и четвърти път на 1 септември 1910 г. във Висбаден за фрайин Александрина фон Буденброк (1866 – 1955). Фамилията се мести през 1902 г. в Лагундо/Алгунд при Меран и 1909/1010 г. във Висбаден.
Той е по-малък полубрат на неженените София (Хедда) Емилия Хенриета фон Брокдорф (1871 – 1953) и Кай Лоренц Фриц Куно фон Брокдорф (1873 – 1918).

## Фамилия
Лудвиг Ото Леополд Адалберт фон Брокдорф се жени за Ерика фон Шпалдинг (* 19 април 1892, Шварцлозен; † август 1940, Берлин). Te имат дъщеря и син:
- Ингеборг Ерика София фон Брокдорф (* 23 декември 1913)
- Кай-Хуго фон Брокдорф (* 9 февруари 1915)